# 谢尔盖·苏罗维金
谢尔盖·弗拉基米罗维奇·苏罗维金（羅馬化：Sergey Vladimirovich Surovikin；1966年10月11日—），俄罗斯武装力量大将，前俄罗斯空天军司令。2022年10月8日，他成为所有特別軍事行動的俄罗斯部队指挥官。 2023年1月11日，他转任副指挥官，总指挥官由陆军大将格拉西莫夫（现任俄罗斯武装力量总参谋长）接任。
瓦格纳集团兵变发生后，苏罗维金于2023年8月23日被解除空天军司令职务。

## 生平
苏罗维金生于新西伯利亚，1988年在鄂木斯克高等聯合兵種指揮學校畢業，畢業後進入第2近衛塔曼摩托化步兵師所屬摩托化步兵排服役，並在同單位晉升連長。1991年8月，八一九事件时，他任職第2近卫塔曼摩托化步兵师第1摩托化步兵營上尉營長，指揮20輛BMP-1與1輛BRDM-2。並奉國家緊急狀態委員會命令將部隊佈署在花园环路，在裝甲戰車移動期間遭到抗議示威者阻礙，蘇羅維金選擇對空鳴槍示威，並下令麾下甲車突破路障。這場衝突造成3位示威者死亡，也造成他的部隊1輛步兵戰鬥車遭到焚毀。隨著政變失敗，蘇洛維金也被撤職逮捕調查，在7個月的調查後，最後在鲍里斯·叶利钦的干預，且蘇洛維金僅是執行委員會命令的情況下，指控遭到撤銷，蘇羅維金獲釋返回軍隊服務。葉利欽在干預釋放他的同時，也簽署他的升遷令，將其軍銜升為少校。
1995年，蘇洛維金在伏龙芝军事学院學院就讀期間，被莫斯科衛戍區指控非法收購販賣武器以及無證攜帶槍械，該指控先被判處一年緩刑，後再上訴，推翻判決。1995年9月，蘇洛維金从伏龙芝军事学院毕业，赴塔吉克斯坦擔任摩托化步兵營营长，
後逐渐升迁，历任第92摩托化步兵團参谋长、第149近卫摩步团参谋长和团长、俄羅斯陸軍第201摩托化步兵師参谋长等职。自1998年起，他是201機步師第149警衞機動團團長。1999年起擔任第201摩托化步兵師副司令兼參謀長。2002年，他第3次以优异成绩从俄羅斯總參謀部軍事學院毕业，並被任命为第34摩步师师长，并晋升少将军衔。2004年6月至2005年，他又出任驻車臣共和國的第42禁衛摩托化步兵師师长，進行對車臣反俄羅斯勢力的綏靖任務。2005年至2012年4月，苏洛维金历任第20集团军第一副司令、总参作训总局局长、伏尔加-乌拉尔军区参谋长、中央军区参谋长等职，军衔升至中将。2012年10月，苏洛维金担任东部军区第一副司令兼参谋长。1年后，47岁的苏洛维金接替西坚科出任东部军区司令，晉升上将。2013年10月至2017年10月任东部军区司令，参与指挥了俄罗斯在叙利亚内战的军事介入。2017年3月，苏洛维金调任驻叙利亚俄军司令员。2017年10月31日任空軍總司令。2017年11月，据俄媒报道，51岁的苏洛维金·谢尔盖·弗拉基米洛维奇上将出任俄罗斯空天军司令，成為第一位领导空天部队的陆军将领。2021年8月16日獲授大将军衔。

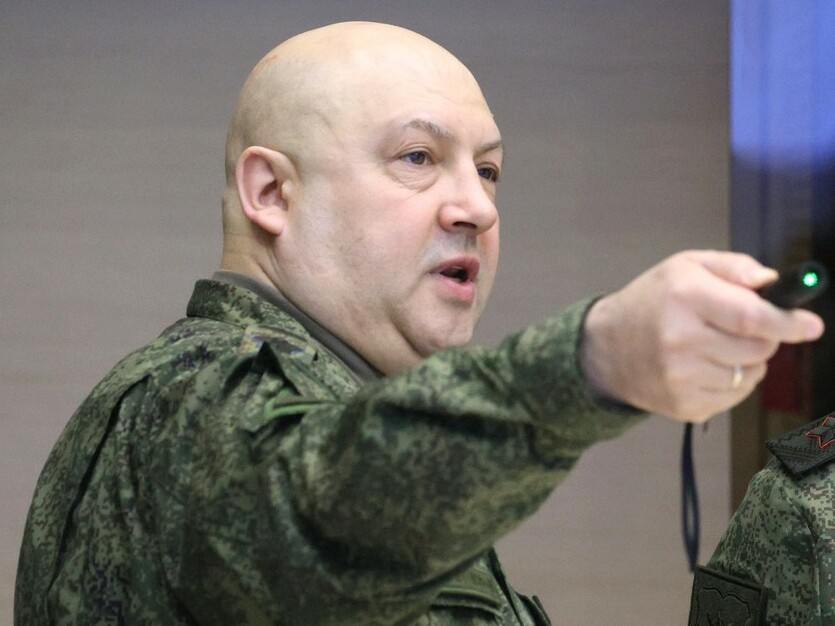
2022年的谢尔盖·苏罗维金

2022年10月8日，俄羅斯國防部任命蘇羅維金為特別軍事行動聯合部隊指揮官。2023年1月11日，他转任副指挥官，总指挥官由陆军大将格拉西莫夫（现任俄罗斯武装力量总参谋长）接任。
苏罗维金参与组建了俄罗斯憲兵 。
瓦格纳兵变發生後，美国官员称苏罗维金在瓦格纳兵变前已知情。《莫斯科时报》表示，苏罗维金因卷入瓦格纳兵变被逮捕，並被關押在列福尔托沃监狱。6月29日，俄总统新闻秘书佩斯科夫表示，关于苏罗维金的问题记者应当向国防部了解。多家俄媒否認苏罗维金被捕。苏罗维金之女表示没有人逮捕父亲。
8月23日，俄罗斯新闻社援引消息人士指苏罗维金已被解除空天军司令职务，據稱其被指控對政變知情不報。
2023年9月15日，据《生意人报》援引一位与将军关系密切的消息人士的话报道，前空天军司令、陆军上将谢尔盖·苏罗维金目前正在与俄罗斯国防部代表团一起访问阿尔及利亚。阿尔及利亚奥兰市阿卜杜勒·哈米德·本·巴迪斯清真寺的 Facebook 页面上发布了参观该清真寺的俄罗斯军事人员的照片，其中包括身着便装的苏罗维金。